# 青年人體育會
青年人球會（葡萄牙語：Esporte Clube Juventude），或译尤文图德，是一間位於南里奧格蘭德州南卡希亞斯的巴西球會。

## 歷史
青年人在1913年6月29日成立，由35名來自南卡希亞斯內，意大利社群中的年輕人組成。Antônio Chiaradia Neto是第一任的董事。
在1913年7月20日，球會第一場比賽在Carlos Barbosa對Serrano，當時以4-0勝出。
在1915年3月8日，球會首次在賽事中見負。Fußball de Montenegro當日贏青年人4-1，結束23場不敗紀錄。
在1919年10月10日，青年人加入「巴西體育聯盟」(Federação Rio-Grandense de Desportos,Rio-Grandense Sports Federation)。
在1920年，青年人引入烏拉圭球員後，成為一支職業球隊。
在1975年12月11日，球會第一場聯賽對Caxias，最後Caxias贏1-0。
在1993年5月25日，青年人和帕玛拉特簽訂合作協議，增加了球會的收入。
在1994年12月4日，青年人贏得巴西足球乙級聯賽冠軍，他們們首個國內錦標，同時也令他們升上巴西足球甲級聯賽。
在1998年6月7日，青年人以不敗姿態贏得州聯賽冠軍。
在1999年6月27日，青年人贏得巴西杯冠軍，令他們明年能參與南美自由杯。
在2000年，球會首次出現在南美自由杯，但在首階段就被淘汰。

## 球場
青年人的主場位於奧林匹克紀念球場，1975年落成，能容納30,519人。

## 成就
- 國際
- 國家
  - 巴西足球乙級聯賽冠軍(1): 1994

  - 巴西杯冠軍(1): 1999

- 州際
  - 州聯賽冠軍(1): 1998

Copa FGF(2): 2011,2012

## 2000年南美自由杯
- 青年人 1-0 蒙特維多國民隊
- 強者隊 5-1 青年人
- 彭美拉斯 3-0 青年人
- 蒙特維多國民隊 2-0 青年人
- 青年人 4-0 強者隊
- 青年人 2-2 彭美拉斯

1. 彭美拉斯 6 - 10
2. 蒙特維多國民隊 6 - 10
3. 青年人 6 - 7
4. 勇者隊(The Strongest) 6 - 7

## 會歌
球會的會歌由Ernani Falcão編曲，Rodolfo Storchi作曲。
另一首非官方的會歌是由Paulo Gazola編曲，名為Hino da Volta do Ju，意思是青年人回歸之歌。

## 外部連結
- 官方網站 （页面存档备份，存于）
- 非官方網站